# わんぱく同盟
『わんぱく同盟』（わんぱくどうめい）は、1963年10月17日から1964年5月30日までフジテレビ系列局で放送されていたテレビドラマである。フジテレビと東宝と日映新社の共同製作。野田醤油（現・キッコーマン）の一社提供。

## 概要
（放送当時の）現代っ子たちが小さな社会悪と戦い、さまざまな事件を解決していく模様を描いた児童向けドラマ。本作の放送時間中に流れるCMには、キッコーマンの唄が使われていた。

## 放送時間
いずれも日本標準時。
- 木曜 19:00 - 19:30 （1963年10月17日 - 1964年4月9日[2]）
- 土曜 19:30 - 20:00 （1964年4月18日 - 1964年5月30日）

## 出演者
- 土井英之（主人公）：平塚文雄
- 土井闘太（英之の兄、新聞記者）：仲代圭吾
- 中原奈々子
- 白田和夫
- 三科公子
- 森田春生
- 川村英子
- 石上正巳
- ほか[誰?]

## スタッフ
- 脚本：新井一
- 監督：小田基義
- 制作：フジテレビ、東宝、日映新社

## 主題歌
「わんぱく同盟の歌」
作詞：松井国夫 / 作曲：長沢勝俊